# Darrent Williams
(en) Statistiques sur pro-football-reference
Darrent Williams, né le 27 septembre 1982 à Fort Worth (Texas) et décédé le 1er janvier 2007, était un joueur de football américain de la NFL.

## Biographie
Jeune cornerback des Broncos de Denver, Darrent Williams trouve la mort au cours d'une fusillade le 1er janvier 2007 à Denver. Touché d'une balle au cou, le joueur de 24 ans meurt sur le coup.